# Торе Олссон
Торе Олссон (швед. Tore Olsson) — шведський футболіст та гравець у хокей з м'ячем, чемпіон Зимових Олімпійських ігор 1952 року.

## Біографія
Торе Олссон виступав за шведські команди ІФК Реттвік, ІФ Гота та ІФК Омоль. Став кращим бомбардиром чемпіонату 1953 року.  
У складі збірної Швеції став олімпійським чемпіоном у 1952 році. Через два роки у Москві відбувся міжнародний турнір, метою якого була уніфікація правил хокею з м'ячем. У фіналі збірна Швеції сенсаційно перемогла хазяїв з рахунком 2:1. На десятій хвилині радянські хокеїсти відкрили рахунок, але на 37-й Торе Олссон зрівняв рахунок, а ще через шість хвилин Оле Сеев забив переможний м'яч. 
Був нагороджений Stora Grabbar, найвищою відзнакою для шведських спортсменів. У списку гравців хокею з м'ячем знаходиться під номером 90.

## Нагороди
- Олімпійський чемпіон: 1952
- Stora Grabbar № 90